# Norrbottens län
Koordinaten: 67° 0′ N, 20° 0′ O

Norrbottens län ist eine Provinz (län) im Norden Schwedens.

## Geographie
Norrbottens län wird aus der historischen Provinz Norrbotten und einem Teil Lapplands gebildet.
Das Territorium von Norrbottens län macht 23,5 % der Fläche des schwedischen Staatsgebietes aus und ist etwa so groß wie Baden-Württemberg und Bayern zusammen.
Hier befinden sich mit dem Kebnekaise der höchste Berg (2097 m) und mit dem Hornavan der tiefste See (232 m) Schwedens. Alle Gipfel Schwedens mit einer Höhe über 1800 m liegen in Norrbottens län.

## Bevölkerung
Der Anteil an der Gesamtbevölkerung Schwedens beträgt 2,8 %. Mit 2,36 Einwohnern pro km² hat Norrbottens län nach Jämtlands län (2,34) die zweitgeringste Bevölkerungsdichte aller Provinzen.

## Verkehr
Neun Prozent des schwedischen Wegenetzes entfallen auf Norrbottens län.
Die Eisenbahn durchquert Norrbottens län in Nord-Süd-Richtung. Dabei ist die Inlandsbahn (Inlandsbanan) von Gällivare nach Östersund (Jämtlands län) und Mora (Dalarnas län) für den Tourismus von wachsender Bedeutung. Die Eisenerzbahn (Malmbanan) zwischen Narvik in Norwegen und dem schwedischen Luleå ist eine der wichtigsten Verbindungen des schwedischen Güterverkehrs auf der Schiene.
Mit den Flughäfen in Luleå, Kiruna, Gällivare, Arvidsjaur und Pajala verfügt Norrbottens län über fünf Verkehrsflughäfen. Vom Flughafen Luleå bestehen überregionale Verbindungen nach Finnland und Russland.
Der Hafen von Luleå ist der bedeutendste Umschlagplatz Schwedens im Ostseeraum. Durch den Einsatz von Eisbrechern sind Luleå und Piteå ganzjährig mit dem Schiff erreichbar.

## Touristische Routen
Der Silberweg und die Inlandstraße sind beliebte Reiserouten. Von den Fernwanderwegen sind der Kungsleden und der Nordkalottleden die längsten und bekanntesten.

Siehe auch: Liste der touristischen Routen in Schweden

## Gemeinden und Orte

### Gemeinden

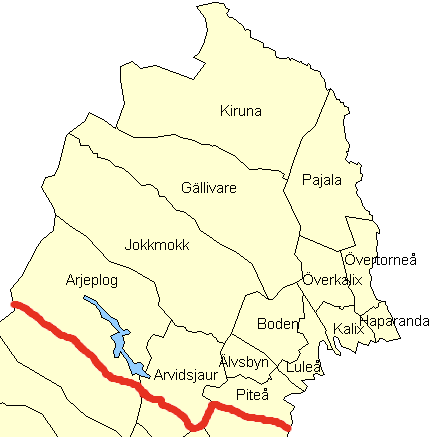
Gemeindegliederung von Norrbotten län

Norrbottens län besteht aus 14 Gemeinden (schwedisch: kommuner).
| Gemeinde   | Einwohner |
| ---------- | --------- |
| Älvsbyn    | 07.774    |
| Arjeplog   | 02.599    |
| Arvidsjaur | 06.089    |
| Boden      | 28.049    |
| Gällivare  | 17.233    |
| Haparanda  | 09.151    |
| Jokkmokk   | 04.701    |
| Kalix      | 15.391    |
| Kiruna     | 22.426    |
| Luleå      | 79.645    |
| Överkalix  | 03.201    |
| Övertorneå | 04.057    |
| Pajala     | 05.857    |
| Piteå      | 42.447    |

(Stand: 31. Dezember 2024)

### Größte Orte
| Ort          | Gemeinde   | Einwohner |
| ------------ | ---------- | --------- |
| Luleå        | Luleå      | 46.607    |
| Piteå        | Piteå      | 22.913    |
| Boden        | Boden      | 18.277    |
| Kiruna       | Kiruna     | 18.148    |
| Gällivare    | Gällivare  | 08.449    |
| Kalix        | Kalix      | 07.299    |
| Malmberget   | Gällivare  | 05.590    |
| Älvsbyn      | Älvsbyn    | 04.967    |
| Gammelstaden | Luleå      | 04.960    |
| Haparanda    | Haparanda  | 04.856    |
| Arvidsjaur   | Arvidsjaur | 04.635    |
| Bergnäset    | Luleå      | 03.648    |
| Sävast       | Boden      | 03.148    |

(Stand 31. Dezember 2010)